# Davey Peak
Der Davey Peak ist ein kleiner, 1855 m hoher und felsiger Berggipfel im Massiv des Toney Mountain im westantarktischen Marie-Byrd-Land. Er ragt 13 km westlich des Scudder Peak auf der Südseite des Massivs auf.
Der United States Geological Survey kartierte ihn anhand eigener Vermessungen und Luftaufnahmen der United States Navy aus den Jahren von 1959 bis 1966. Das Advisory Committee on Antarctic Names benannte ihn 1967 nach Gary R. Davey, Meteorologe auf der Byrd-Station im Jahr 1966.